# MulBasicIdent
MulBasicIdent — базовый мультилинейный алгоритм шифрования на основе идентификационных данных. Данный алгоритм является обобщением метода выработки общего ключа с помощью билинейных спариваний (BasicIdent), предложенного Дэном Боне и Мэтью К. Франклином в 2001 году.

## Параметры протокола
В протоколе используются следующие параметры и группы:
- {\displaystyle n} — число участвующих в генерации общего ключа сторон;
- {\displaystyle ID_{i}} — уникальное двоичное число (идентификатор) пользователя с номером {\displaystyle i};
- {\displaystyle G_{1}} — аддитивная циклическая группа;
- {\displaystyle G_{2}} — мультипликативная циклическая группа.

Группы {\displaystyle G_{1}} и {\displaystyle G_{2}} используются для дальнейшего построения мультилинейного отображения.

## Описание алгоритма
Данный алгоритм решает задачу шифрования сообщения для {\displaystyle n} абонентов с идентификаторами {\displaystyle ID_{1},\ldots ,ID_{n}}. Протокол состоит из этапов инициализации, получения закрытого ключа, шифрования и расшифрования. Пусть {\displaystyle k\in \mathbb {Z} } — принимаемый алгоритмом на этапе инициализации параметр стойкости.

### Инициализация
1. На основе {\displaystyle k} Центром генерации закрытых ключей (PKG) вырабатывается простой порядок {\displaystyle q} групп {\displaystyle G_{1}} и {\displaystyle G_{2}}, {\displaystyle 2n}-мультилинейное отображение {\displaystyle \mu \colon \underbrace {G_{1}\times G_{1}\times \ldots \times G_{1}} _{2n}\to G_{2}} и произвольный образующий элемент группы {\displaystyle P\in G_{1}}.
2. Центром PKG случайным образом выбираются элементы {\displaystyle s_{1},\ldots ,s_{n}\in \mathbb {Z} _{q}^{*}} и вычисляется набор открытых ключей {\displaystyle P_{pub_{1}}=s_{1}P,\ldots ,P_{pub_{n}}=s_{n}P}.
3. Центром PKG выбираются криптографические хеш-функции {\displaystyle H_{1}\colon \{0,1\}^{*}\to G_{1}^{*}} и {\displaystyle H_{2}\colon G_{2}\to \{0,1\}^{l}} для некоторого {\displaystyle l\in \mathbb {Z} }, где {\displaystyle \{0,1\}^{*}} — множество двоичных векторов произвольной длины, а {\displaystyle \{0,1\}^{l}} — множество двоичных векторов длины {\displaystyle l}.

В данном алгоритме пространства сообщений и шифротекстов представляют собой множества {\displaystyle \vartheta =\{0,1\}^{l}} и {\displaystyle C=G_{1}^{*}\times \{0,1\}^{l}} соответственно, элементы {\displaystyle s_{1},\ldots ,s_{n}\in \mathbb {Z} _{q}^{*}} являются мастер-ключами абонентов, а системными параметрами является набор {\displaystyle \langle G_{1},G_{2},\mu ,l,P,P_{pub_{1}},\ldots ,P_{pub_{n}},H_{1},H_{2}\rangle }.

### Получение закрытого ключа
Для идентификаторов абонентов {\displaystyle ID_{1},\ldots ,ID_{n}\in \{0,1\}^{*}}:
1. Центр вычисляет {\displaystyle Q_{ID_{1}}=H_{1}(ID_{1})\in G_{1}^{*},\ldots ,Q_{ID_{n}}=H_{1}(ID_{n})\in G_{1}^{*}}.
2. Центр вычисляет закрытые ключи {\displaystyle d_{ID_{1}}=s_{1}Q_{ID_{1}},\ldots ,d_{ID_{n}}=s_{n}Q_{ID_{n}}}, где {\displaystyle s_{1},\ldots ,s_{n}} — мастер-ключи.

### Шифрование
Для шифрования сообщения {\displaystyle M} с помощью идентификаторов {\displaystyle ID_{1},\ldots ,ID_{n}\in \{0,1\}^{*}:} абонент выполняет следующие операции:
1. Вычисляет {\displaystyle Q_{ID_{1}}=H_{1}(ID_{1})\in G_{1}^{*},\ldots ,Q_{ID_{n}}=H_{1}(ID_{n})\in G_{1}^{*}}.
2. Выбирает случайный элемент {\displaystyle r\in \mathbb {Z} _{q}^{*}}.
3. Вычисляет шифротекст {\displaystyle C=\langle rP,M\oplus H_{2}(g^{r})\rangle }, где {\displaystyle g=\mu (Q_{ID_{1}},\ldots ,Q_{ID_{n}},P_{pub_{1}},\ldots ,P_{pub_{n}})\in G_{2}^{*}}.

### Расшифрование
Для расшифрования шифротекста {\displaystyle C=\langle U,V\rangle } абонентом с идентификатором {\displaystyle ID_{i}} с помощью закрытого ключа {\displaystyle d_{ID_{i}}\in G_{1}^{*}} вычисляется открытый текст следующим образом:
{\displaystyle V\oplus H_{2}(\mu (Q_{ID_{1}},\ldots ,Q_{ID_{i-1}},d_{ID_{i}},Q_{ID_{i+1}},\ldots ,Q_{ID_{n}},P_{pub_{1}},\ldots ,P_{pub_{i-1}},U,P_{pub_{i+1}},\ldots ,P_{pub_{n}}))=M}

## Корректность схемы
Корректность алгоритма подтверждается выполнением следующего равенства, смысл которого сводится к подстановке в аргумент функции {\displaystyle H_{2}} на этапе расшифрования выражений для закрытого ключа {\displaystyle d_{ID_{i}}=s_{i}Q_{ID_{i}}} и элемента {\displaystyle U=rP}:
{\displaystyle {\begin{aligned}\mu (Q_{ID_{1}},\ldots ,Q_{ID_{i-1}},d_{ID_{i}},Q_{ID_{i+1}},\ldots ,Q_{ID_{n}},P_{pub_{1}},\ldots ,P_{pub_{i-1}},U,P_{pub_{i+1}},\ldots ,P_{pub_{n}})\\=\mu (Q_{ID_{1}},\ldots ,Q_{ID_{n}},P_{pub_{1}},\ldots ,P,\ldots ,P_{pub_{n}})^{s_{i}r}\\=\mu (Q_{ID_{1}},\ldots ,Q_{ID_{n}},P_{pub_{1}},\ldots ,P_{pub_{n}})^{r}=g^{r}\\\end{aligned}}}
Так как {\displaystyle V=M\oplus H_{2}(g^{r})}, то на этапе расшифрования получаем {\displaystyle M\oplus H_{2}(g^{r})\oplus H_{2}(g^{r})=M}.

## Криптографическая стойкость
Протокол является стойким при адаптивной атаке с выбором открытого текста и в предположении сложности мультилинейной проблемы Диффи-Хеллмана (MDH).

## Описаниеатакина протокол
Модели безопасности широковещательного шифрования основаны на играх, проводимых злоумышленником (атакующим алгоритмом) с запросчиком (challenger).
Игра злоумышленника, проводящего атаку на алгоритм
широковещательного шифрования, состоит из процедуры инициализации, 2-х этапов проведения запросов, постановки задачи и вывода результата.

### Инициализация
Запросчик принимает параметр стойкости {\displaystyle k\in \mathbb {N} }, запускает процедуру инициализации алгоритма, передает атакующему алгоритму параметры {\displaystyle params} и сохраняет мастер-ключи {\displaystyle master-keys} в секрете. Определены {\displaystyle G_{1}} — аддитивная циклическая группа простого порядка {\displaystyle q} с образующим элементом {\displaystyle P}, и {\displaystyle G_{2}} — мультипликативная циклическая группа простого порядка {\displaystyle q}.

### Этап 1
Атакующий алгоритм генерирует запросы {\displaystyle q_{1},\ldots ,q_{m}} и отправляет их запросчику, где {\displaystyle q_{i}} является:
1. Запросом закрытого ключа {\displaystyle \langle ID_{i}'\rangle }. В данном случае запросчик запускает процедуру генерации закрытого ключа {\displaystyle d_{i}'\in G_{1}}, соответствующего открытому ключу {\displaystyle \langle ID_{i}'\rangle }, и передает {\displaystyle d_{i}'\in G_{1}} атакующему алгоритму.
2. Запросом расшифрования {\displaystyle \langle ID_{i}',C_{i}'\rangle }. В данном случае запросчик запускает процедуру генерации закрытого ключа {\displaystyle d_{i}'\in G_{1}}, соответствующего открытому ключу {\displaystyle \langle ID_{i}'\rangle }. Далее запускает процедуру расшифрования шифротекста {\displaystyle C_{i}'} с помощью {\displaystyle d_{i}'} и передает полученный открытый текст атакующему алгоритму.

Данные запросы проводятся адаптивно, то есть каждый запрос {\displaystyle q_{i}} может зависеть от ответов на запросы {\displaystyle q_{1},\ldots ,q_{i-1}}.
После завершения этапа 1 атакующий алгоритм генерирует 2 открытых текста {\displaystyle M_{0},M_{1}\in \vartheta } равной длины и набор идентификаторов абонентов {\displaystyle ID_{1},\ldots ,ID_{n}}, для которых он проводит атаку, где {\displaystyle \vartheta } — множество открытых текстов произвольной длины. Единственным ограничением является тот факт, что {\displaystyle ID_{i}\neq ID_{j}'} при {\displaystyle i=1,\ldots ,n,j=1,\ldots ,m} во время этапа 1.

### Постановка задачи
Запросчик случайно выбирает бит {\displaystyle b\in \{0,1\}} и отправляет {\displaystyle C_{b}=Encrypt(params,ID_{1},\ldots ,ID_{n},M_{b})} алгоритму.

### Этап 2
Атакующий алгоритм генерирует и отправляет запросчику дополнительные запросы {\displaystyle q_{m+1},\ldots ,q_{l}}, где {\displaystyle q_{i}} является:
1. Запросом закрытого ключа {\displaystyle \langle ID_{j}'\rangle }, где {\displaystyle ID_{i}\neq ID_{j}'} для {\displaystyle i=1,\ldots ,n,j=m+1,\ldots ,l}. Запросчик отвечает так же, как и во время этапа 1.
2. Запросом расшифрования {\displaystyle \langle ID_{j}',C_{j}'\rangle }, где {\displaystyle \langle ID_{j}',C_{j}'\rangle \neq \langle ID_{i}',C_{i}'\rangle } для {\displaystyle i=1,\ldots ,n,j=m+1,\ldots ,l}. Запросчик отвечает так же, как и во время этапа 1.

Данные запросы могут проводиться адаптивно, как и во время этапа 1.

### Результат
Атакующий алгоритм возвращает бит {\displaystyle b'\in \{0,1\}} и выигрывает игру, если {\displaystyle b=b'}.
Выигрышем при проведении атаки злоумышленника {\displaystyle A} на алгоритм {\displaystyle E} называется следующая функция параметра стойкости {\displaystyle k\in \mathbb {N} }: {\displaystyle Adv_{E,A}(k)=\left|Pr[b=b']-{\frac {1}{2}}\right|}, где {\displaystyle Pr[b=b']} — вероятность события, состоящего в совпадении значений битов {\displaystyle b} и {\displaystyle b'}.

## Улучшение
На основе алгоритма MulBasicIdent с помощью метода Фуджисаки-Окамото построен полный алгоритм широковещательного шифрования на основе идентификационных данных MulFullIdent.